# Запитів
За́питів — селище міського типу Львівського району Львівської області України.

## Історія
Запитів вперше згадується у 1392 році, коли Пашко (або ж Ясько) з Яричева отримав надання на «Podlesky, Chrzenow, Bliszow, Rudnicze, Zapithow et Dnowo (Віднів) in [districtu] Podhorayensi»
У податковому реєстрі 1515 року повідомляється про неможливість отримання податків з села через зруйнування волохами і татарами.

## Населення

### Мова
Розподіл населення за рідною мовою за даними перепису 2001 року:
| Мова            | Кількість | Відсоток |
| --------------- | --------- | -------- |
| українська      | 2782      | 99.78%   |
| російська       | 4         | 0.14%    |
| білоруська      | 1         | 0.04%    |
| інші/не вказали | 1         | 0.04%    |
| Усього          | 2788      | 100%     |

## Релігія
- Церква Святого Архистратига Михаїла (1936, архітектор Лев Левинський, УГКЦ)

## Освіта
- Запитівська загальноосвітня школа I—III ступенів

## Відомі мешканці

### Народились
- Блавацький Михайло Васильович — український політик. Народний депутат України 7-го скликання.
- Чухрай Парасковія Федорівна — українська радянська діячка, новатор сільськогосподарського виробництва, ланкова колгоспів імені Сталіна та імені Шевченка Березнівського району Рівненської області. Депутат Верховної Ради УРСР 2—3-го скликань.

## Галерея

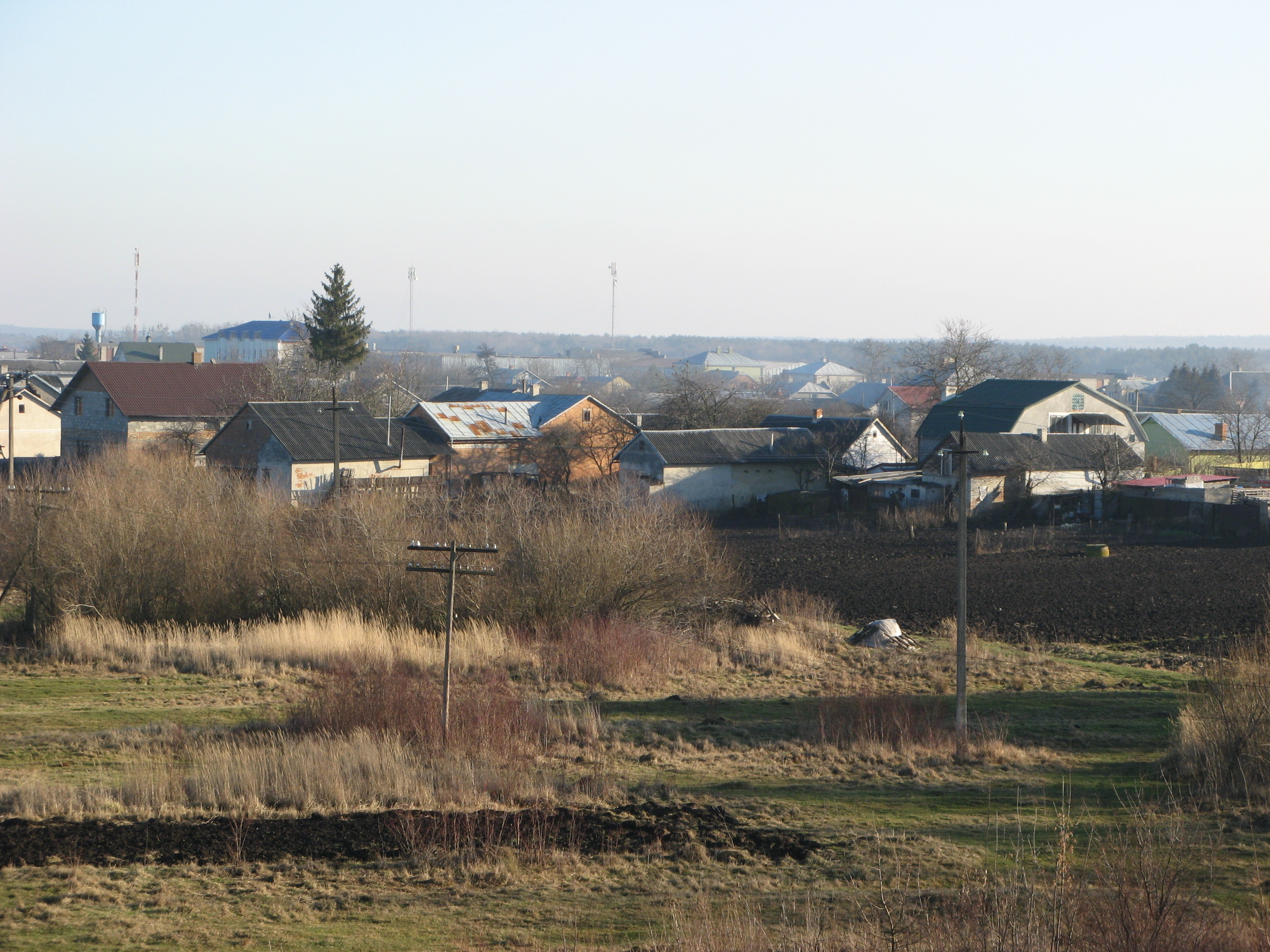
Східна частина селища
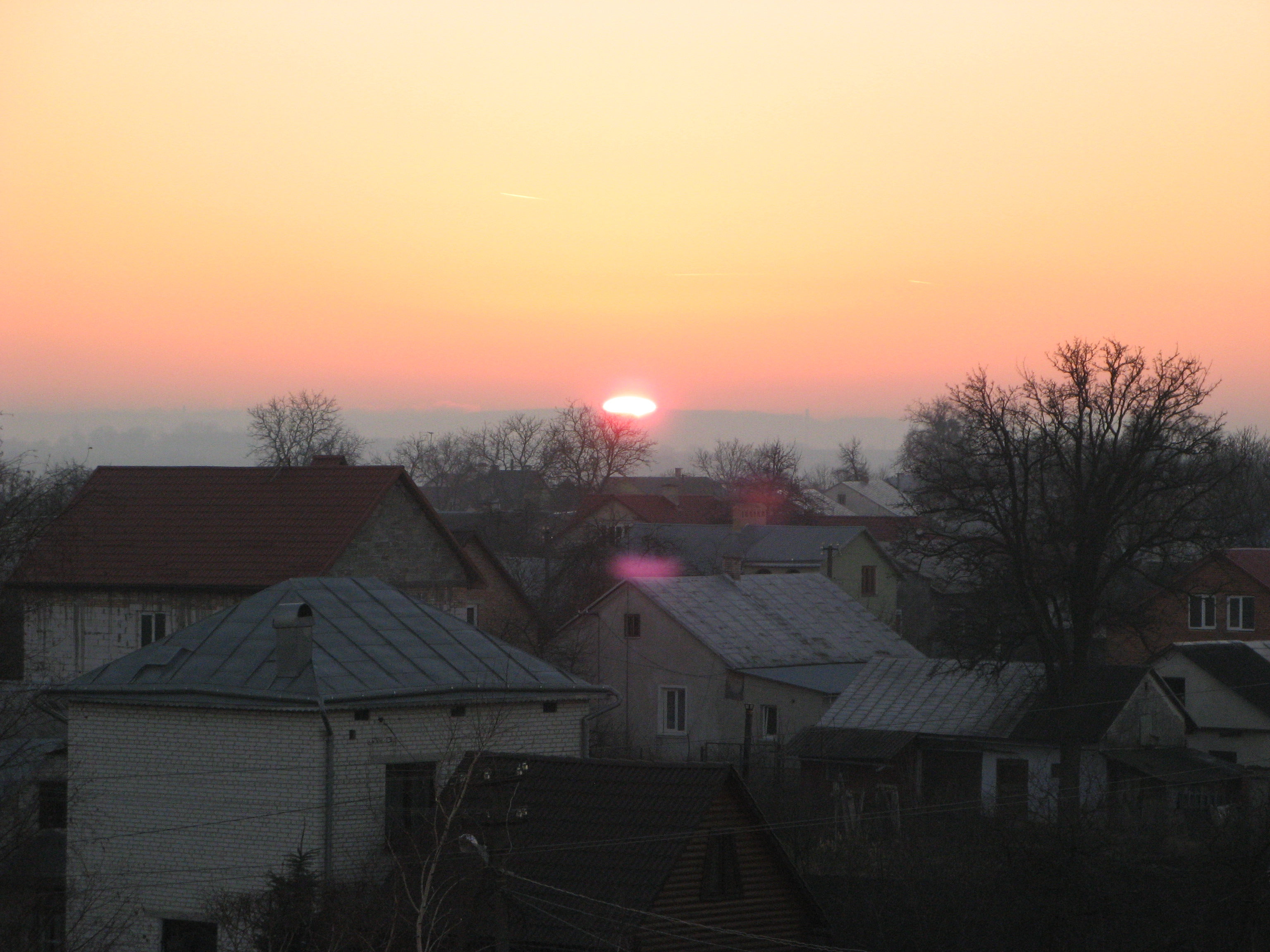
Центральна частина селища; захід сонця
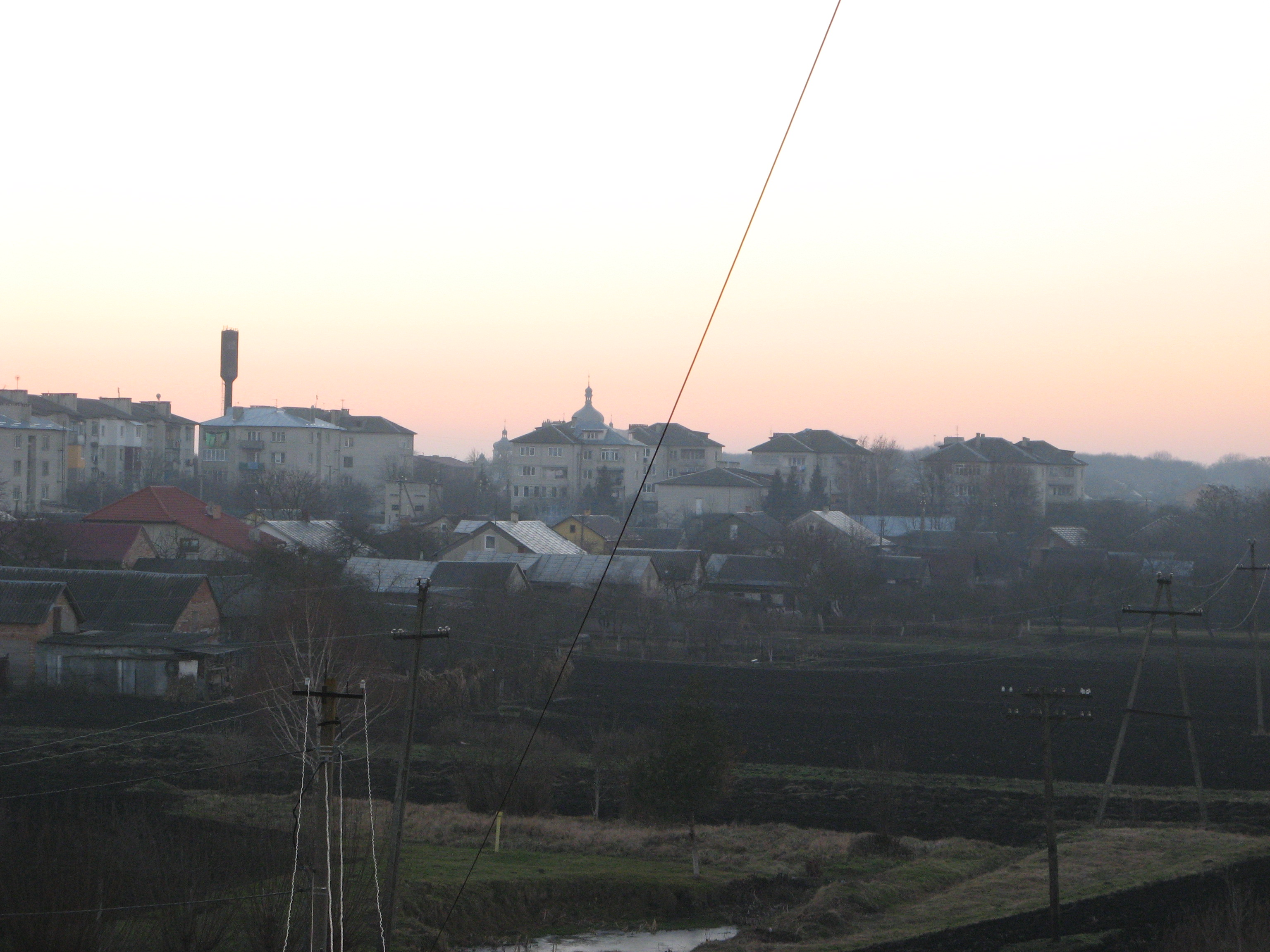
Західна частина селища

## Місто побратим
Борислав